# 泗川睦氏
泗川睦氏（サチョンモクし、しせんぼくし、사천 목씨）は、朝鮮の氏族。2015年の韓国の調査では8,713人がいる。
始祖は高麗の時郎将であった睦孝基である。特に朝鮮中期には多くの人物を輩出した。泗川（しせん、朝鮮語: 사천、サチョン）は、現在の泗川市である。

## 氏族の沿革
泗川睦氏の始祖睦孝基は高麗の高宗の時、郎将同正を務めた。
睦孝基の息子睦徳昌は閤門祗侯を務めると同時に、西北方面の反乱を平定しながら霊州城（今の平安北道義州）で殉節して、死後には霊州君に封ぜられた。睦徳昌の息子睦俊平は朝奉大夫として秘書尹を務め、宝文閣直提学に至った。
睦孝基の6世孫睦仁吉が恭愍王の時、兵部尚書と僉議評理を務め、親元派と紅巾族の乱を平定した功で一等功臣となって、1377年（禑王3年）、門下賛成事に昇った。睦仁吉の従弟睦忠と睦子安も密直副使を歴任しながら撃退する功を立てた。
7世孫睦進恭が朝鮮太宗朝に右副代言、京畿道観察使などを務め、世宗朝に戸曹参判に昇った。
泗川睦氏は朝鮮朝で文科及第者34名など科挙及第者132名を輩出した
11世孫睦世秤の息子睦詹が宣祖の時、吏曹参判・都承旨を歴任して、睦詹の息子の3兄弟が文科に及第しつつ、栄達した。長男の睦敍欽は礼曹参判を以て孝宗朝に中枢府同知事に至り、次男睦長欽は仁祖反正後、戸曹参判・都承旨を務める一方、末子睦大欽は礼曹参議を以て江原府使として善政を施した。
睦敍欽の息子、睦来善が粛宗朝で南人の重鎮であって、1689年、右議政に至り、己巳換局で西人を除去して左議政に昇った。
睦来善の息子睦行善は大司成・大司諫・承旨・礼曹参議・黄海道觀察使などを務め、睦行善の息子睦昌明は粛宗朝に大司憲を以て刑曹判書と兵曹判書に至った。
睦敍欽の曾孫睦天成が戸曹参議・左副承旨・刑曹参議などを務め、睦天成の曾孫睦万中は純祖朝に大司諫であって、天主教迫害を主導しつつ、刑曹判書に至った。
高麗朝と朝鮮朝に全盛期を享受した泗川睦氏は、甲戌換局を絶頂として南人の没落と共に勢力が弱体化され、睦虎竜が辛壬士禍の告発者となったことを以て名誉が多少傷つけられたが、睦詹・睦敍欽・睦来善が耆老所に行き、朝鮮500年の間、続けて3代に渡って耆老所に名を登らせた家門は泗川睦氏が唯一である。耆老所は必ず文科及第を経て、正二品以上の位を務め、寿が70歳以上の元老と老いた君主だけが入ることのできる国家最高の礼遇機関である。
日帝弾圧に抵抗した独立運動家としては睦子商・睦致淑・睦俊相らがいる。